# Hockey World League 2016-17 (mannen), ronde 1
Ronde 1 van de Hockey World League 2016-17 (mannen) werd gehouden in de periode april tot en met oktober 2016. De 43 deelnemende landen streden in acht toernooien om elf plaatsen in ronde 2 van de Hockey World League.
Alle landen die zich hadden ingeschreven voor dit toernooi gingen van start in deze ronde, behalve de twintig hoogst gekwalificeerde landen op de wereldranglijst. Ook Bangladesh en Trinidad en Tobago stroomden, als organisator van een toernooi in de tweede ronde, later in.

## Singapore
In Singapore werd van 9 tot en met 17 april gespeeld. De twee beste landen plaatsten zich voor de tweede ronde. De negen landen waren verdeeld in twee groepen en in elke groep speelden de landen een keer tegen elkaar. De nummers een en twee van elke groep plaatsten zich voor de halve finale.
Alle tijden zijn in lokale tijd (UTC+8).

### Wedstrijden

#### Eerste ronde
Groep A
| Team     | GS | W | WS | VS | V | DV | DT | DS  | Ptn |
| -------- | -- | - | -- | -- | - | -- | -- | --- | --- |
| China    | 4  | 4 | 0  | 0  | 1 | 49 | 1  | +48 | 12  |
| Thailand | 4  | 3 | 0  | 0  | 1 | 23 | 14 | +9  | 9   |
| Hongkong | 4  | 2 | 0  | 0  | 2 | 14 | 21 | −7  | 6   |
| Brunei   | 4  | 1 | 0  | 0  | 3 | 3  | 22 | −19 | 3   |
| Vietnam  | 4  | 0 | 0  | 0  | 4 | 2  | 33 | −31 | 0   |

| 9 april 2016 09:00 |           |        |                                                           |
| Thailand           | 7–0       | Brunei | Scheidsrechters: Steve Rogers (AUS) Hari Silvarajoo (SIN) |
|                    | (verslag) |        | Scheidsrechters: Steve Rogers (AUS) Hari Silvarajoo (SIN) |

| 9 april 2016 15:00 |           |         |                                                                   |
| Hongkong           | 8–1       | Vietnam | Scheidsrechters: Surachaet Visavateeranon (THA) Ye Kyaw Thu (MYA) |
|                    | (verslag) |         | Scheidsrechters: Surachaet Visavateeranon (THA) Ye Kyaw Thu (MYA) |

| 10 april 2016 15:00 |           |        |                                                               |
| Hongkong            | 3–0       | Brunei | Scheidsrechters: Roshan Hemantha (SRI) Rawi Anbananthan (MAS) |
|                     | (verslag) |        | Scheidsrechters: Roshan Hemantha (SRI) Rawi Anbananthan (MAS) |

| 10 april 2016 17:00 |           |         |                                                             |
| China               | 11–0      | Vietnam | Scheidsrechters: Chor Ming Yeung (HKG) Zaur Zaurbekov (KAZ) |
|                     | (verslag) |         | Scheidsrechters: Chor Ming Yeung (HKG) Zaur Zaurbekov (KAZ) |

| 11 april 2016 17:00 |           |       |                                                      |
| Thailand            | 1–11      | China | Scheidsrechters: Steve Rogers (AUS) Mohd Ramli (MAS) |
|                     | (verslag) |       | Scheidsrechters: Steve Rogers (AUS) Mohd Ramli (MAS) |

| 12 april 2016 17:30 |           |         |                                                         |
| Brunei              | 3–1       | Vietnam | Scheidsrechters: Zaur Zaurbekov (KAZ) Ye Kyaw Thu (MYA) |
|                     | (verslag) |         | Scheidsrechters: Zaur Zaurbekov (KAZ) Ye Kyaw Thu (MYA) |

| 13 april 2016 17:00 |           |          |                                                          |
| Vietnam             | 0–11      | Thailand | Scheidsrechters: Ye Kyaw Thu (MYA) Roshan Hemantha (SRI) |
|                     | (verslag) |          | Scheidsrechters: Ye Kyaw Thu (MYA) Roshan Hemantha (SRI) |

| 13 april 2016 17:30 |           |       |                                                            |
| Hongkong            | 0–16      | China | Scheidsrechters: Steve Rogers (AUS) Hideki Kinoshita (JPN) |
|                     | (verslag) |       | Scheidsrechters: Steve Rogers (AUS) Hideki Kinoshita (JPN) |

| 14 april 2016 17:00 |           |          |                                                          |
| Thailand            | 4–3       | Hongkong | Scheidsrechters: Rawi Anbananthan (MAS) Tao Zhinan (CHN) |
|                     | (verslag) |          | Scheidsrechters: Rawi Anbananthan (MAS) Tao Zhinan (CHN) |

| 14 april 2016 19:30 |           |        |                                                             |
| China               | 11–0      | Brunei | Scheidsrechters: Zaur Zaurbekov (KAZ) Roshan Hemantha (SRI) |
|                     | (verslag) |        | Scheidsrechters: Zaur Zaurbekov (KAZ) Roshan Hemantha (SRI) |

Groep B
| Team       | GS | W | WS | VS | V | DV | DT | DS  | Ptn |
| ---------- | -- | - | -- | -- | - | -- | -- | --- | --- |
| Sri Lanka  | 3  | 3 | 0  | 0  | 0 | 16 | 1  | +15 | 9   |
| Singapore  | 3  | 2 | 0  | 0  | 1 | 13 | 3  | +10 | 6   |
| Kazachstan | 3  | 1 | 0  | 0  | 2 | 5  | 13 | −8  | 3   |
| Myanmar    | 3  | 0 | 0  | 0  | 3 | 1  | 18 | −17 | 0   |

| 9 april 2016 09:30 |           |         |                                                                |
| Sri Lanka          | 7–0       | Myanmar | Scheidsrechters: Rawi Anbananthan (MAS) Hideki Kinoshita (JPN) |
|                    | (verslag) |         | Scheidsrechters: Rawi Anbananthan (MAS) Hideki Kinoshita (JPN) |

| 9 april 2016 17:30 |           |            |                                                    |
| Singapore          | 6–0       | Kazachstan | Scheidsrechters: Tao Zhinan (CHN) Mohd Ramli (MAS) |
|                    | (verslag) |            | Scheidsrechters: Tao Zhinan (CHN) Mohd Ramli (MAS) |

| 12 april 2016 19:30 |           |         |                                                                       |
| Kazachstan          | 5–0       | Myanmar | Scheidsrechters: Hari Silvarajoo (SIN) Surachaet Visavateeranon (THA) |
|                     | (verslag) |         | Scheidsrechters: Hari Silvarajoo (SIN) Surachaet Visavateeranon (THA) |

| 12 april 2016 20:00 |           |           |                                                          |
| Sri Lanka           | 2–1       | Singapore | Scheidsrechters: Tao Zhinan (CHN) Hideki Kinoshita (JPN) |
|                     | (verslag) |           | Scheidsrechters: Tao Zhinan (CHN) Hideki Kinoshita (JPN) |

| 13 april 2016 19:30 |           |           |                                                         |
| Kazachstan          | 0–7       | Sri Lanka | Scheidsrechters: Hari Silvarajoo (SIN) Mohd Ramli (MAS) |
|                     | (verslag) |           | Scheidsrechters: Hari Silvarajoo (SIN) Mohd Ramli (MAS) |

| 14 april 2016 20:30 |           |         |                                                                       |
| Singapore           | 6–1       | Myanmar | Scheidsrechters: Surachaet Visavateeranon (THA) Chor Ming Yeung (HKG) |
|                     | (verslag) |         | Scheidsrechters: Surachaet Visavateeranon (THA) Chor Ming Yeung (HKG) |

#### Kruisingswedstrijden
Om plaatsen 7-9
| 16 april 2016 09:00 |           |         |                                                                       |
| Vietnam             | 0–6       | Myanmar | Scheidsrechters: Chor Ming Yeung (HKG) Surachaet Visavateeranon (THA) |
|                     | (verslag) |         | Scheidsrechters: Chor Ming Yeung (HKG) Surachaet Visavateeranon (THA) |

Halve finales
| 16 april 2016 16:00 |           |          |                                                      |
| Sri Lanka           | 5–0       | Thailand | Scheidsrechters: Steve Rogers (AUS) Tao Zhinan (CHN) |
|                     | (verslag) |          | Scheidsrechters: Steve Rogers (AUS) Tao Zhinan (CHN) |

| 16 april 2016 18:30 |           |           |                                                          |
| China               | 5–0       | Singapore | Scheidsrechters: Rawi Anbananthan (MAS) Mohd Ramli (MAS) |
|                     | (verslag) |           | Scheidsrechters: Rawi Anbananthan (MAS) Mohd Ramli (MAS) |

#### Plaatsingswedstrijden
Om de 7e/8e plaats
| 17 april 2016 09:00 |           |         |                                                               |
| Brunei              | 2–5       | Myanmar | Scheidsrechters: Chor Ming Yeung (HKG) Hideki Kinoshita (JPN) |
|                     | (verslag) |         | Scheidsrechters: Chor Ming Yeung (HKG) Hideki Kinoshita (JPN) |

Om de 5e/6e plaats
| 16 april 2016 16:30 |           |            |                                                               |
| Hongkong            | 4–3       | Kazachstan | Scheidsrechters: Hari Silvarajoo (SIN) Hideki Kinoshita (JPN) |
|                     | (verslag) |            | Scheidsrechters: Hari Silvarajoo (SIN) Hideki Kinoshita (JPN) |

Om de 3e/4e plaats
| 17 april 2016 15:00 |           |          |                                                    |
| Singapore           | 1–3       | Thailand | Scheidsrechters: Tao Zhinan (CHN) Mohd Ramli (MAS) |
|                     | (verslag) |          | Scheidsrechters: Tao Zhinan (CHN) Mohd Ramli (MAS) |

Finale
| 17 april 2016 20:00 |                    |           |                                                            |
| China               | 3–3 4-2 shoot outs | Sri Lanka | Scheidsrechters: Rawi Anbananthan (MAS) Steve Rogers (AUS) |
|                     | (verslag)          |           | Scheidsrechters: Rawi Anbananthan (MAS) Steve Rogers (AUS) |

### Eindstand
| rang   | land       |
| ------ | ---------- |
| Goud   | China      |
| Zilver | Sri Lanka  |
| Brons  | Thailand   |
| 4      | Singapore  |
| 5      | Hongkong   |
| 6      | Kazachstan |
| 7      | Myanmar    |
| 8      | Brunei     |
| 9      | Vietnam    |

## Suva
- In Suva, Fiji, werd van 28 juni tot en met 2 juli gespeeld. De vijf teams speelden twee keer tegen elkaar in het Hockey 5-formaat, waarbij een team soms twee keer op een dag moest spelen. De winnaar plaatste zich voor de tweede ronde[1]

Alle tijden zijn in lokale tijd (UTC+12).
| Team                | GS | W | WS | VS | V | DV | DT | DS  | Ptn |
| ------------------- | -- | - | -- | -- | - | -- | -- | --- | --- |
| Fiji                | 8  | 7 | 0  | 0  | 1 | 66 | 13 | +53 | 21  |
| Vanuatu             | 8  | 6 | 0  | 1  | 1 | 42 | 15 | +27 | 19  |
| Papoea-Nieuw-Guinea | 8  | 3 | 0  | 1  | 4 | 26 | 29 | −3  | 10  |
| Salomonseilanden    | 8  | 1 | 1  | 1  | 5 | 12 | 42 | −30 | 6   |
| Tonga               | 8  | 0 | 1  | 0  | 7 | 9  | 56 | −47 | 2   |

| 28 juni 2016 09:00 |           |       |                                                    |
| Fiji               | 8–2       | Tonga | Scheidsrechters: Ben Wilson (NZL) Jack Donga (SOL) |
|                    | (verslag) |       | Scheidsrechters: Ben Wilson (NZL) Jack Donga (SOL) |

| 28 juni 2016 09:45  |           |                  |                                                           |
| Papoea-Nieuw-Guinea | 4–2       | Salomonseilanden | Scheidsrechters: Epeli Tukuca (FIJ) Rhiannon Murrie (AUS) |
|                     | (verslag) |                  | Scheidsrechters: Epeli Tukuca (FIJ) Rhiannon Murrie (AUS) |

| 28 juni 2016 12:00 |           |       |                                                        |
| Vanuatu            | 6–0       | Tonga | Scheidsrechters: Ateca Fatufago (FIJ) Jack Donga (SOL) |
|                    | (verslag) |       | Scheidsrechters: Ateca Fatufago (FIJ) Jack Donga (SOL) |

| 28 juni 2016 12:45 |           |                     |                                                         |
| Fiji               | 4–2       | Papoea-Nieuw-Guinea | Scheidsrechters: Rhiannon Murrie (AUS) Frank Vira (VAN) |
|                    | (verslag) |                     | Scheidsrechters: Rhiannon Murrie (AUS) Frank Vira (VAN) |

| 28 juni 2016 15:00 |           |                     |                                                          |
| Vanuatu            | 5–3       | Papoea-Nieuw-Guinea | Scheidsrechters: Epeli Tukuca (FIJ) Ateca Fatufago (FIJ) |
|                    | (verslag) |                     | Scheidsrechters: Epeli Tukuca (FIJ) Ateca Fatufago (FIJ) |

| 28 juni 2016 15:45 |           |                  |                                                    |
| Fiji               | 14–1      | Salomonseilanden | Scheidsrechters: Ben Wilson (NZL) Frank Vira (VAN) |
|                    | (verslag) |                  | Scheidsrechters: Ben Wilson (NZL) Frank Vira (VAN) |

| 29 juni 2016 11:30 |           |       |                                                      |
| Salomonseilanden   | 3–2       | Tonga | Scheidsrechters: Epeli Tukuca (FIJ) Frank Vira (VAN) |
|                    | (verslag) |       | Scheidsrechters: Epeli Tukuca (FIJ) Frank Vira (VAN) |

| 29 juni 2016 12:15 |                    |         |                                                            |
| Fiji               | 4–4 3-2 shoot outs | Vanuatu | Scheidsrechters: Fetuao Nokise (SAM) Rhiannon Murrie (AUS) |
|                    | (verslag)          |         | Scheidsrechters: Fetuao Nokise (SAM) Rhiannon Murrie (AUS) |

| 29 juni 2016 14:30 |           |                  |                                                      |
| Vanuatu            | 3–1       | Salomonseilanden | Scheidsrechters: Tessa Harman (FIJ) Ben Wilson (NZL) |
|                    | (verslag) |                  | Scheidsrechters: Tessa Harman (FIJ) Ben Wilson (NZL) |

| 29 juni 2016 15:15  |           |       |                                                      |
| Papoea-Nieuw-Guinea | 7–1       | Tonga | Scheidsrechters: Epeli Tukuca (FIJ) Jack Donga (SOL) |
|                     | (verslag) |       | Scheidsrechters: Epeli Tukuca (FIJ) Jack Donga (SOL) |

| 30 juni 2016 10:00 |           |       |                                                         |
| Fiji               | 15–0      | Tonga | Scheidsrechters: Rhiannon Murrie (AUS) Jack Donga (SOL) |
|                    | (verslag) |       | Scheidsrechters: Rhiannon Murrie (AUS) Jack Donga (SOL) |

| 30 juni 2016 10:45  |                    |                  |                                                      |
| Papoea-Nieuw-Guinea | 1–1 0-2 shoot outs | Salomonseilanden | Scheidsrechters: Epeli Tukuca (FIJ) Frank Vira (VAN) |
|                     | (verslag)          |                  | Scheidsrechters: Epeli Tukuca (FIJ) Frank Vira (VAN) |

| 30 juni 2016 13:00 |           |       |                                                        |
| Vanuatu            | 8–1       | Tonga | Scheidsrechters: Harry Heritage (FIJ) Jack Donga (SOL) |
|                    | (verslag) |       | Scheidsrechters: Harry Heritage (FIJ) Jack Donga (SOL) |

| 30 juni 2016 13:45 |           |                     |                                                       |
| Fiji               | 8–1       | Papoea-Nieuw-Guinea | Scheidsrechters: Ben Wilson (NZL) Fetuao Nokise (SAM) |
|                    | (verslag) |                     | Scheidsrechters: Ben Wilson (NZL) Fetuao Nokise (SAM) |

| 1 juli 2016 09:00 |           |                     |                                                          |
| Vanuatu           | 7–0       | Papoea-Nieuw-Guinea | Scheidsrechters: Epeli Tukuca (FIJ) Harry Heritage (FIJ) |
|                   | (verslag) |                     | Scheidsrechters: Epeli Tukuca (FIJ) Harry Heritage (FIJ) |

| 1 juli 2016 09:45 |           |                  |                                                            |
| Fiji              | 8–1       | Salomonseilanden | Scheidsrechters: Rhiannon Murrie (AUS) Fetuao Nokise (SAM) |
|                   | (verslag) |                  | Scheidsrechters: Rhiannon Murrie (AUS) Fetuao Nokise (SAM) |

| 1 juli 2016 12:00 |                    |       |                                                           |
| Salomonseilanden  | 2–2 3-4 shoot outs | Tonga | Scheidsrechters: Harry Heritage (FIJ) Fetuao Nokise (SAM) |
|                   | (verslag)          |       | Scheidsrechters: Harry Heritage (FIJ) Fetuao Nokise (SAM) |

| 1 juli 2016 12:45 |           |         |                                                         |
| Fiji              | 5–2       | Vanuatu | Scheidsrechters: Ben Wilson (NZL) Rhiannon Murrie (AUS) |
|                   | (verslag) |         | Scheidsrechters: Ben Wilson (NZL) Rhiannon Murrie (AUS) |

| 2 juli 2016 09:45 |           |       |                                                         |
| Vanuatu           | 7–1       | Tonga | Scheidsrechters: Epeli Tukuca (FIJ) Fetuao Nokise (SAM) |
|                   | (verslag) |       | Scheidsrechters: Epeli Tukuca (FIJ) Fetuao Nokise (SAM) |

| 2 juli 2016 11:30 |           |                     |                                                    |
| Fiji              | 8–1       | Papoea-Nieuw-Guinea | Scheidsrechters: Frank Vira (VAN) Jack Donga (SOL) |
|                   | (verslag) |                     | Scheidsrechters: Frank Vira (VAN) Jack Donga (SOL) |

## Praag
In Praag, Tsjechië, werd gespeeld van 30 augustus tot en met 4 september 2016. De zes landen speelden in een groep. De beste twee landen plaatsten zich voor de tweede ronde.
Alle tijden zijn in lokale tijd (UTC+2).
| Team        | GS | W | WS | VS | V | DV | DT | DS  | Ptn |
| ----------- | -- | - | -- | -- | - | -- | -- | --- | --- |
| Oekraïne    | 5  | 4 | 0  | 0  | 1 | 28 | 7  | +21 | 12  |
| Italië      | 5  | 4 | 0  | 0  | 1 | 23 | 3  | +20 | 12  |
| Wit-Rusland | 5  | 4 | 0  | 0  | 1 | 28 | 10 | +18 | 12  |
| Tsjechië    | 5  | 2 | 0  | 0  | 3 | 26 | 10 | +16 | 6   |
| Cyprus      | 5  | 0 | 1  | 0  | 4 | 3  | 39 | −36 | 2   |
| Litouwen    | 5  | 0 | 0  | 1  | 4 | 2  | 41 | −39 | 1   |

| 30 augustus 2016 10:00 |           |          |                                                     |
| Oekraïne               | 9–0       | Litouwen | Scheidsrechters: Tim Bond (NZL) Alexandr Tóth (CZE) |
|                        | (verslag) |          | Scheidsrechters: Tim Bond (NZL) Alexandr Tóth (CZE) |

| 30 augustus 2016 12:15 |           |             |                                                       |
| Italië                 | 1–2       | Wit-Rusland | Scheidsrechters: Dave Dowdall (ENG) Tomáš Holek (CZE) |
|                        | (verslag) |             | Scheidsrechters: Dave Dowdall (ENG) Tomáš Holek (CZE) |

| 30 augustus 2016 14:30 |           |        |                                                                    |
| Tsjechië               | 10–1      | Cyprus | Scheidsrechters: Maksym Perepelytsya (UKR) Giedrius Kuizinas (LTU) |
|                        | (verslag) |        | Scheidsrechters: Maksym Perepelytsya (UKR) Giedrius Kuizinas (LTU) |

| 31 augustus 2016 10:00 |           |             |                                                            |
| Oekraïne               | 7–2       | Wit-Rusland | Scheidsrechters: Vincenzo Ilgrande (ITA) Tomáš Holek (CZE) |
|                        | (verslag) |             | Scheidsrechters: Vincenzo Ilgrande (ITA) Tomáš Holek (CZE) |

| 31 augustus 2016 12:15 |           |        |                                                         |
| Cyprus                 | 0–10      | Italië | Scheidsrechters: Tim Bond (NZL) Giedrius Kuizinas (LTU) |
|                        | (verslag) |        | Scheidsrechters: Tim Bond (NZL) Giedrius Kuizinas (LTU) |

| 31 augustus 2016 14:30 |           |          |                                                                   |
| Tsjechië               | 12–0      | Litouwen | Scheidsrechters: Andrei Kliatskov (BLR) Maksym Perepelytsya (UKR) |
|                        | (verslag) |          | Scheidsrechters: Andrei Kliatskov (BLR) Maksym Perepelytsya (UKR) |

| 2 september 2016 14:30 |           |          |                                                                  |
| Cyprus                 | 1–8       | Oekraïne | Scheidsrechters: Vincenzo Ilgrande (ITA) Giedrius Kuizinas (LTU) |
|                        | (verslag) |          | Scheidsrechters: Vincenzo Ilgrande (ITA) Giedrius Kuizinas (LTU) |

| 2 september 2016 16:45 |           |          |                                                        |
| Wit-Rusland            | 11–1      | Litouwen | Scheidsrechters: Tomáš Holek (CZE) Alexandr Tóth (CZE) |
|                        | (verslag) |          | Scheidsrechters: Tomáš Holek (CZE) Alexandr Tóth (CZE) |

| 2 september 2016 19:00 |           |          |                                                            |
| Italië                 | 2–1       | Tsjechië | Scheidsrechters: Dave Dowdall (ENG) Andrei Kliatskov (BLR) |
|                        | (verslag) |          | Scheidsrechters: Dave Dowdall (ENG) Andrei Kliatskov (BLR) |

| 3 september 2016 14:30 |           |        |                                                         |
| Wit-Rusland            | 10–0      | Cyprus | Scheidsrechters: Dave Dowdall (ENG) Alexandr Tóth (CZE) |
|                        | (verslag) |        | Scheidsrechters: Dave Dowdall (ENG) Alexandr Tóth (CZE) |

| 3 september 2016 16:45 |           |        |                                                                   |
| Litouwen               | 0–8       | Italië | Scheidsrechters: Andrei Kliatskov (BLR) Maksym Perepelytsya (UKR) |
|                        | (verslag) |        | Scheidsrechters: Andrei Kliatskov (BLR) Maksym Perepelytsya (UKR) |

| 3 september 2016 19:00 |           |          |                                                         |
| Oekraïne               | 4–2       | Tsjechië | Scheidsrechters: Tim Bond (NZL) Vincenzo Ilgrande (ITA) |
|                        | (verslag) |          | Scheidsrechters: Tim Bond (NZL) Vincenzo Ilgrande (ITA) |

| 4 september 2016 14:30 |                    |        |                                                                 |
| Litouwen               | 1–1 1-2 shoot outs | Cyprus | Scheidsrechters: Vincenzo Ilgrande (ITA) Andrei Kliatskov (BLR) |
|                        | (verslag)          |        | Scheidsrechters: Vincenzo Ilgrande (ITA) Andrei Kliatskov (BLR) |

| 4 september 2016 16:45 |           |          |                                                   |
| Italië                 | 2–0       | Oekraïne | Scheidsrechters: Tim Bond (NZL) Tomáš Holek (CZE) |
|                        | (verslag) |          | Scheidsrechters: Tim Bond (NZL) Tomáš Holek (CZE) |

| 4 september 2016 19:00 |           |             |                                                               |
| Tsjechië               | 1–3       | Wit-Rusland | Scheidsrechters: Dave Dowdall (ENG) Maksym Perepelytsya (UKR) |
|                        | (verslag) |             | Scheidsrechters: Dave Dowdall (ENG) Maksym Perepelytsya (UKR) |

## Glasgow
In Glasgow, Schotland, werd van 6 tot en met  11 september 2016 gespeeld. De vijf deelnemende landen speelden een keer tegen elkaar. De beste twee landen gaan door naar de tweede ronde.
Alle tijden zijn in lokale tijd (UTC+1).
| Team        | GS | W | WS | VS | V | DV | DT | DS  | Ptn |
| ----------- | -- | - | -- | -- | - | -- | -- | --- | --- |
| Wales       | 4  | 4 | 0  | 0  | 1 | 19 | 5  | +14 | 12  |
| Schotland   | 4  | 3 | 0  | 0  | 1 | 27 | 3  | +24 | 9   |
| Zwitserland | 4  | 2 | 0  | 0  | 2 | 13 | 8  | +5  | 6   |
| Portugal    | 4  | 1 | 0  | 0  | 3 | 7  | 20 | −13 | 3   |
| Slowakije   | 4  | 0 | 0  | 0  | 4 | 4  | 34 | −30 | 0   |

| 6 september 2016 17:00 |           |       |                                                           |
| Portugal               | 1–4       | Wales | Scheidsrechters: Chahir Panschiri (SUI) Ian Diamond (SCO) |
|                        | (verslag) |       | Scheidsrechters: Chahir Panschiri (SUI) Ian Diamond (SCO) |

| 6 september 2016 19:15 |           |             |                                                          |
| Schotland              | 5–0       | Zwitserland | Scheidsrechters: Michael Eilmer (AUT) Jamie Hooper (WAL) |
|                        | (verslag) |             | Scheidsrechters: Michael Eilmer (AUT) Jamie Hooper (WAL) |

| 7 september 2016 17:00 |           |             |                                                          |
| Portugal               | 1–4       | Zwitserland | Scheidsrechters: Shane O'Donnell (IRL) Ian Diamond (SCO) |
|                        | (verslag) |             | Scheidsrechters: Shane O'Donnell (IRL) Ian Diamond (SCO) |

| 7 september 2016 19:15 |           |           |                                                                 |
| Schotland              | 11–0      | Slowakije | Scheidsrechters: Ricardo Fernandes (POR) Chahir Panschiri (SUI) |
|                        | (verslag) |           | Scheidsrechters: Ricardo Fernandes (POR) Chahir Panschiri (SUI) |

| 8 september 2016 17:00 |           |       |                                                               |
| Zwitserland            | 1–2       | Wales | Scheidsrechters: Michael Eilmer (AUT) Ricardo Fernandes (POR) |
|                        | (verslag) |       | Scheidsrechters: Michael Eilmer (AUT) Ricardo Fernandes (POR) |

| 8 september 2016 19:15 |           |           |                                                           |
| Portugal               | 5–3       | Slowakije | Scheidsrechters: Jamie Hooper (WAL) Shane O'Donnell (IRL) |
|                        | (verslag) |           | Scheidsrechters: Jamie Hooper (WAL) Shane O'Donnell (IRL) |

| 10 september 2016 12:00 |           |       |                                                            |
| Slowakije               | 1–10      | Wales | Scheidsrechters: Ricardo Fernandes (POR) Ian Diamond (SCO) |
|                         | (verslag) |       | Scheidsrechters: Ricardo Fernandes (POR) Ian Diamond (SCO) |

| 10 september 2016 14:15 |           |           |                                                            |
| Portugal                | 0–9       | Schotland | Scheidsrechters: Jamie Hooper (WAL) Chahir Panschiri (SUI) |
|                         | (verslag) |           | Scheidsrechters: Jamie Hooper (WAL) Chahir Panschiri (SUI) |

| 11 september 2016 12:00 |           |             |                                                           |
| Slowakije               | 0–8       | Zwitserland | Scheidsrechters: Shane O'Donnell (IRL) Jamie Hooper (WAL) |
|                         | (verslag) |             | Scheidsrechters: Shane O'Donnell (IRL) Jamie Hooper (WAL) |

| 11 september 2016 14:15 |           |       |                                                              |
| Schotland               | 2–3       | Wales | Scheidsrechters: Michael Eilmer (AUT) Chahir Panschiri (SUI) |
|                         | (verslag) |       | Scheidsrechters: Michael Eilmer (AUT) Chahir Panschiri (SUI) |

## Antalya
In Antalya, Turkije, werd van 9 tot en met 11 september 2016 gespeeld. De vier deelnemende landen speelden een keer tegen elkaar. De winnaar plaatse zich voor de tweede ronde.
Alle tijden zijn in lokale tijd (UTC+3).
| Team       | GS | W | WS | VS | V | DV | DT | DS  | Ptn |
| ---------- | -- | - | -- | -- | - | -- | -- | --- | --- |
| Oostenrijk | 3  | 3 | 0  | 0  | 0 | 26 | 8  | +18 | 9   |
| Oman       | 3  | 2 | 0  | 0  | 1 | 10 | 11 | −1  | 6   |
| Turkije    | 3  | 1 | 0  | 0  | 2 | 7  | 6  | +1  | 3   |
| Qatar      | 3  | 0 | 0  | 0  | 3 | 2  | 20 | −18 | 0   |

| 9 september 2016 15:45 |           |       |                                                           |
| Oman                   | 3–0       | Qatar | Scheidsrechters: Oliver Tarnoczi (AUT) Ali Yıldırım (TUR) |
|                        | (verslag) |       | Scheidsrechters: Oliver Tarnoczi (AUT) Ali Yıldırım (TUR) |

| 9 september 2016 18:00 |           |         |                                                                   |
| Oostenrijk             | 3–2       | Turkije | Scheidsrechters: Sebastien Duterme (BEL) Ibrahim Al-Noufali (OMA) |
|                        | (verslag) |         | Scheidsrechters: Sebastien Duterme (BEL) Ibrahim Al-Noufali (OMA) |

| 10 september 2016 15:45 |           |            |                                                              |
| Oman                    | 4–9       | Oostenrijk | Scheidsrechters: Sebastien Duterme (BEL) Abdou Mahmoud (QAT) |
|                         | (verslag) |            | Scheidsrechters: Sebastien Duterme (BEL) Abdou Mahmoud (QAT) |

| 10 september 2016 18:00 |           |       |                                                                 |
| Turkije                 | 3–0       | Qatar | Scheidsrechters: Oliver Tarnoczi (AUT) Ibrahim Al-Noufali (OMA) |
|                         | (verslag) |       | Scheidsrechters: Oliver Tarnoczi (AUT) Ibrahim Al-Noufali (OMA) |

| 11 september 2016 15:45 |           |       |                                                              |
| Oostenrijk              | 14–2      | Qatar | Scheidsrechters: Ibrahim Al-Noufali (OMA) Ali Yıldırım (TUR) |
|                         | (verslag) |       | Scheidsrechters: Ibrahim Al-Noufali (OMA) Ali Yıldırım (TUR) |

| 11 september 2016 18:00 |           |      |                                                              |
| Turkije                 | 2–3       | Oman | Scheidsrechters: Sebastien Duterme (BEL) Abdou Mahmoud (QAT) |
|                         | (verslag) |      | Scheidsrechters: Sebastien Duterme (BEL) Abdou Mahmoud (QAT) |

## Accra
In Accra, Ghana, werd gespeeld van 9 tot en met 11 september 2016. De vier landen speelden een keer tegen elkaar. Het beste land ging naar de tweede ronde.
Alle tijden zijn in lokale tijd (UTC±0).
| Team    | GS | W | WS | VS | V | DV | DT | DS  | Ptn |
| ------- | -- | - | -- | -- | - | -- | -- | --- | --- |
| Ghana   | 3  | 3 | 0  | 0  | 0 | 10 | 2  | +8  | 9   |
| Kenia   | 3  | 2 | 0  | 0  | 1 | 10 | 4  | +6  | 6   |
| Nigeria | 3  | 1 | 0  | 0  | 2 | 5  | 5  | 0   | 3   |
| Namibië | 3  | 0 | 0  | 0  | 3 | 3  | 17 | −14 | 0   |

| 9 september 2016 17:30 |           |         |                                                            |
| Kenia                  | 3–1       | Nigeria | Scheidsrechters: Aziz Adimah (GHA) Siyabonga Martins (NAM) |
|                        | (verslag) |         | Scheidsrechters: Aziz Adimah (GHA) Siyabonga Martins (NAM) |

| 9 september 2016 19:45 |           |         |                                                            |
| Ghana                  | 7–1       | Namibië | Scheidsrechters: Tony Fernandes (KEN) Ahmed El-Sayed (EGY) |
|                        | (verslag) |         | Scheidsrechters: Tony Fernandes (KEN) Ahmed El-Sayed (EGY) |

| 10 september 2016 17:30 |           |         |                                                         |
| Nigeria                 | 3–0       | Namibië | Scheidsrechters: Tony Fernandes (KEN) Aziz Adimah (GHA) |
|                         | (verslag) |         | Scheidsrechters: Tony Fernandes (KEN) Aziz Adimah (GHA) |

| 10 september 2016 19:45 |           |       |                                                         |
| Ghana                   | 1–0       | Kenia | Scheidsrechters: Ahmed El-Sayed (EGY) Garba Asura (NGA) |
|                         | (verslag) |       | Scheidsrechters: Ahmed El-Sayed (EGY) Garba Asura (NGA) |

| 11 september 2016 13:45 |           |         |                                                         |
| Kenia                   | 7–2       | Namibië | Scheidsrechters: Aziz Adimah (GHA) Ahmed El-Sayed (EGY) |
|                         | (verslag) |         | Scheidsrechters: Aziz Adimah (GHA) Ahmed El-Sayed (EGY) |

| 11 september 2016 16:00 |           |       |                                                               |
| Nigeria                 | 1–2       | Ghana | Scheidsrechters: Tony Fernandes (KEN) Siyabonga Martins (NAM) |
|                         | (verslag) |       | Scheidsrechters: Tony Fernandes (KEN) Siyabonga Martins (NAM) |

## Salamanca
In Salamanca, Mexico, werd gespeeld van 27 september tot en met 2 oktober 2016. De vier landen speelden een keer tegen elkaar en de beste twee speelden de finale. De winnaar ging door naar de tweede ronde.
Alle tijden zijn in lokale tijd (UTC−6).

### Wedstrijden

#### Eerste ronde
| Team             | GS | W | WS | VS | V | DV | DT | DS  | Ptn |
| ---------------- | -- | - | -- | -- | - | -- | -- | --- | --- |
| Verenigde Staten | 3  | 3 | 0  | 0  | 0 | 27 | 1  | +26 | 9   |
| Barbados         | 3  | 2 | 0  | 0  | 1 | 14 | 4  | +10 | 6   |
| Mexico           | 3  | 1 | 0  | 0  | 2 | 8  | 4  | +4  | 3   |
| Guatemala        | 3  | 0 | 0  | 0  | 3 | 0  | 40 | −40 | 0   |

| 27 september 2016 11:45 |           |          |                                                           |
| Verenigde Staten        | 3–1       | Barbados | Scheidsrechters: Donovan Simmons (BER) Luis Cardona (GUA) |
|                         | (verslag) |          | Scheidsrechters: Donovan Simmons (BER) Luis Cardona (GUA) |

| 27 september 2016 16:45 |           |           |                                                     |
| Mexico                  | 7–0       | Guatemala | Scheidsrechters: Ridge Bair (USA) Shane Lewis (BAR) |
|                         | (verslag) |           | Scheidsrechters: Ridge Bair (USA) Shane Lewis (BAR) |

| 28 september 2016 16:45 |           |                  |                                                       |
| Mexico                  | 0–2       | Verenigde Staten | Scheidsrechters: Shane Lewis (BAR) Luis Cardona (GUA) |
|                         | (verslag) |                  | Scheidsrechters: Shane Lewis (BAR) Luis Cardona (GUA) |

| 29 september 2016 14:30 |           |           |                                                                  |
| Barbados                | 11–0      | Guatemala | Scheidsrechters: Jonathan Altamirano (MEX) Donovan Simmons (BER) |
|                         | (verslag) |           | Scheidsrechters: Jonathan Altamirano (MEX) Donovan Simmons (BER) |

| 1 oktober 2016 12:15 |           |           |                                                                  |
| Verenigde Staten     | 22–0      | Guatemala | Scheidsrechters: Jonathan Altamirano (MEX) Donovan Simmons (BER) |
|                      | (verslag) |           | Scheidsrechters: Jonathan Altamirano (MEX) Donovan Simmons (BER) |

| 1 oktober 2016 16:45 |           |        |                                                      |
| Barbados             | 2–1       | Mexico | Scheidsrechters: Ridge Bair (USA) Luis Cardona (GUA) |
|                      | (verslag) |        | Scheidsrechters: Ridge Bair (USA) Luis Cardona (GUA) |

#### Finaleronde
Om de 3e/4e plaats
| 2 oktober 2016 14:30 |           |           |                                                     |
| Mexico               | 14–0      | Guatemala | Scheidsrechters: Shane Lewis (BAR) Ridge Bair (USA) |
|                      | (verslag) |           | Scheidsrechters: Shane Lewis (BAR) Ridge Bair (USA) |

Finale
| 2 oktober 2016 16:45 |           |          |                                                                  |
| Verenigde Staten     | 6–1       | Barbados | Scheidsrechters: Donovan Simmons (BER) Jonathan Altamirano (MEX) |
|                      | (verslag) |          | Scheidsrechters: Donovan Simmons (BER) Jonathan Altamirano (MEX) |

### Eindstand
| rang   | land             |
| ------ | ---------------- |
| Goud   | Verenigde Staten |
| Zilver | Barbados         |
| Brons  | Mexico           |
| 4      | Guatemala        |

## Chiclayo
In Chiclayo, Peru, werd van 1 tot en met 9 oktober 2016 gespeeld. De zes landen speelden een keer tegen elkaar. De twee beste landen plaatsten zich voor de tweede ronde.
Alle tijden zijn in lokale tijd (UTC−6).
| Team      | GS | W | WS | VS | V | DV | DT | DS  | Ptn |
| --------- | -- | - | -- | -- | - | -- | -- | --- | --- |
| Chili     | 5  | 5 | 0  | 0  | 0 | 44 | 0  | +44 | 15  |
| Venezuela | 5  | 4 | 0  | 0  | 1 | 31 | 6  | +25 | 12  |
| Uruguay   | 5  | 3 | 0  | 0  | 2 | 25 | 9  | +16 | 9'  |
| Paraguay  | 5  | 1 | 1  | 0  | 3 | 13 | 20 | −7  | 5   |
| Peru      | 5  | 1 | 0  | 1  | 3 | 15 | 19 | −4  | 4   |
| Ecuador   | 5  | 0 | 0  | 0  | 5 | 1  | 75 | −74 | 1   |

| 1 oktober 2016 09:00 |           |          |                                                        |
| Venezuela            | 7–2       | Paraguay | Scheidsrechters: Daniel López (URU) Reinier Díaz (CUB) |
|                      | (verslag) |          | Scheidsrechters: Daniel López (URU) Reinier Díaz (CUB) |

| 1 oktober 2016 11:15 |           |         |                                                               |
| Chili                | 24–0      | Ecuador | Scheidsrechters: Maximilliano Scala (ARG) Manuel Sierra (VEN) |
|                      | (verslag) |         | Scheidsrechters: Maximilliano Scala (ARG) Manuel Sierra (VEN) |

| 1 oktober 2016 15:00 |           |      |                                                         |
| Uruguay              | 3–2       | Peru | Scheidsrechters: Gus Soteriades (USA) Hugo Romero (PAR) |
|                      | (verslag) |      | Scheidsrechters: Gus Soteriades (USA) Hugo Romero (PAR) |

| 3 oktober 2016 09:00 |           |      |                                                        |
| Chili                | 8–0       | Peru | Scheidsrechters: Hugo Romero (PAR) Manuel Sierra (VEN) |
|                      | (verslag) |      | Scheidsrechters: Hugo Romero (PAR) Manuel Sierra (VEN) |

| 3 oktober 2016 11:15 |           |          |                                                                    |
| Uruguay              | 5–0       | Paraguay | Scheidsrechters: Rodrigo Rivadeneira (PER) Guillermo Poblete (CHI) |
|                      | (verslag) |          | Scheidsrechters: Rodrigo Rivadeneira (PER) Guillermo Poblete (CHI) |

| 3 oktober 2016 15:00 |           |           |                                                                |
| Ecuador              | 0–16      | Venezuela | Scheidsrechters: Gus Soteriades (USA) Maximilliano Scala (ARG) |
|                      | (verslag) |           | Scheidsrechters: Gus Soteriades (USA) Maximilliano Scala (ARG) |

| 5 oktober 2016 09:00 |           |         |                                                            |
| Ecuador              | 0–16      | Uruguay | Scheidsrechters: Guillermo Poblete (CHI) Hugo Romero (PAR) |
|                      | (verslag) |         | Scheidsrechters: Guillermo Poblete (CHI) Hugo Romero (PAR) |

| 5 oktober 2016 11:15 |           |       |                                                               |
| Venezuela            | 0–2       | Chili | Scheidsrechters: Reinier Díaz (CUB) Rodrigo Rivadeneira (PER) |
|                      | (verslag) |       | Scheidsrechters: Reinier Díaz (CUB) Rodrigo Rivadeneira (PER) |

| 5 oktober 2016 15:00 |                    |      |                                                         |
| Paraguay             | 2–2 3-2 shoot outs | Peru | Scheidsrechters: Daniel López (URU) Manuel Sierra (VEN) |
|                      | (verslag)          |      | Scheidsrechters: Daniel López (URU) Manuel Sierra (VEN) |

| 7 oktober 2016 09:00 |           |         |                                                             |
| Paraguay             | 9–1       | Ecuador | Scheidsrechters: Guillermo Poblete (CHI) Daniel López (URU) |
|                      | (verslag) |         | Scheidsrechters: Guillermo Poblete (CHI) Daniel López (URU) |

| 7 oktober 2016 11:15 |           |       |                                                                |
| Uruguay              | 0–5       | Chili | Scheidsrechters: Gus Soteriades (USA) Maximilliano Scala (ARG) |
|                      | (verslag) |       | Scheidsrechters: Gus Soteriades (USA) Maximilliano Scala (ARG) |

| 7 oktober 2016 15:00 |           |           |                                                       |
| Peru                 | 1–6       | Venezuela | Scheidsrechters: Hugo Romero (PAR) Reinier Díaz (CUB) |
|                      | (verslag) |           | Scheidsrechters: Hugo Romero (PAR) Reinier Díaz (CUB) |

| 9 oktober 2016 09:00 |           |         |                                                                     |
| Venezuela            | 2–1       | Uruguay | Scheidsrechters: Maximilliano Scala (ARG) Rodrigo Rivadeneira (PER) |
|                      | (verslag) |         | Scheidsrechters: Maximilliano Scala (ARG) Rodrigo Rivadeneira (PER) |

| 9 oktober 2016 11:15 |           |          |                                                         |
| Chili                | 5–0       | Paraguay | Scheidsrechters: Manuel Sierra (VEN) Reinier Díaz (CUB) |
|                      | (verslag) |          | Scheidsrechters: Manuel Sierra (VEN) Reinier Díaz (CUB) |

| 9 oktober 2016 15:00 |           |         |                                                               |
| Peru                 | 10–0      | Ecuador | Scheidsrechters: Guillermo Poblete (CHI) Gus Soteriades (USA) |
|                      | (verslag) |         | Scheidsrechters: Guillermo Poblete (CHI) Gus Soteriades (USA) |